# Filipijnse verkiezingen 1986
De Filipijnse verkiezingen van 1986 betroffen vroegtijdige verkiezingen voor de posities van president en vicepresident van de Filipijnen. Hoewel de verkiezingen oorspronkelijk gepland stonden voor 1987 liet president Ferdinand Marcos deze verkiezingen door diplomatieke druk van de Verenigde Staten en in een poging de verdeelde oppositie voor te zijn, vervroegd uitschrijven voor 7 februari 1986. De belangrijkste kandidaten voor het presidentschap waren de zittende president Ferdinand Marcos en Corazon Aquino, de oppositieleider en weduwe van de vermoorde Benigno Aquino jr..
De verkiezingen gingen zoals vaak bij verkiezingen in de Filipijnen gepaard met veel geweld. Beide kampen beschuldigden elkaar ervan fraude te hebben gepleegd. De officiële uitslag, zoals die werd vastgesteld door de Filipijnse verkiezingsraad (COMELEC), was dat Ferdinand Marcos de presidentsverkiezingen had gewonnen en Arturo Tolentino, voormalig minister van Buitenlandse zaken en voorzitter van de senaat, de vicepresidentsverkiezingen. Het onafhankelijke verkiezingsorgaan NAMFREL kwam echter tot een geheel andere uitslag, waarbij Aquino zittend president Marcos had verslagen.
De oppositie weigerde daarop de uitslag te accepteren en wees op de vele aanwijzingen dat Marcos en zijn aanhangers fraude hadden gepleegd. De Filipijnse bisschoppenconferentie liet in een verklaring weten de gang van zaken rond de verkiezingen te veroordelen en de Amerikaanse Senaat nam een resolutie aan met een soortgelijke inhoud.
Uiteindelijk leidde een en ander ertoe dat minister van Defensie Juan Ponce Enrile en de op een na hoogste militair van het land, Fidel Ramos, hun ontslag indienden en zich verschansten in Camp Aguinaldo langs de EDSA. Dit leidde de daaropvolgende vier dagen tot een massale volksopstand, die later de EDSA-revolutie werd genoemd. Na vier dagen bleek de situatie voor Ferdinand Marcos onhoudbaar en werden hij en zijn familie door de Amerikanen op 25 februari 1986 via Guam, naar Hawaï gebracht.
Op 24 maart 1986 nam het Batasang Pambansa een resolutie aan die verklaarde dat de rechtmatige uitslag van de verkiezingen in 1986 was dat Corazon Aquino en Salvador Laurel de winnaars van de verkiezingen van respectievelijk de president en vicepresident van de Filipijnen waren.

## Uitslagen COMELEC en NAMFREL
De resultaten van de presidentsverkiezing van 1986 volgens COMELEC:
| Nr. | Kandidaat        | Politieke partij                                  | Aantal stemmen | Percentage (%) |
| --- | ---------------- | ------------------------------------------------- | -------------- | -------------- |
| 1.  | Ferdinand Marcos | Kilusang Bagong Lipunan                           | 10.807.197     | 53,62%         |
| 2.  | Corazon Aquino   | United Nationalists Democratic Organization-LABAN | 9.291.761      | 46,10%         |
| 3.  | Reuben Canoy     | Social Democratic Party                           | 34.041         | 0,17%          |
| 4.  | Narciso Padilla  | Movement for Truth, Order and Righteousness       | 23.652         | 0,12%          |
|     |                  |                                                   | 20.156.651     | 100%           |

De resultaten van de presidentsverkiezing van 1986 volgens NAMFREL:
| Nr. | Kandidaat        | Politieke partij                                  | Aantal stemmen | Percentage (%) |
| --- | ---------------- | ------------------------------------------------- | -------------- | -------------- |
| 1.  | Corazon Aquino   | United Nationalists Democratic Organization-LABAN | 7.835.070      |                |
| 2.  | Ferdinand Marcos | Kilusang Bagong Lipunan                           | 7.053.068      |                |